# حازم القرطاجني

القرطاجني، وهو أبو الحسن حازم بن محمد بن حازم القرطاجني كان شاعرًا وأديبًا أخذ عن أبي علي الشلوبين وعنه أخذ جماعة منهم العبدري. كان من أهل قرطاجنة (شرق الأندلس) تعلم بها وبمرسية وأخذ عن علماء غرناطة وأشبيلية، وتتلمذ لـ أبي علي الشلوبين ثم هاجر إلى مراكش، ومنها إلى تونس، حيث مدح السلطان الحفصي أبي عبد الله محمد المستنصر، وأشهر قصائده له القصيدة الطائية. له تآليف منها: منهاج البلغاء وسراج الأدباء في البلاغة. اشتهر وعمرفي تونس، وتوفي بها عام 684 هـ\1284 م.

## كتبه وقصائده
من كتبه (سراج البلغاء) طبع طبعة أنيقة محققة، باسم (مناهج البلغاء وسراج الأدباء) وله (ديوان شعر - ط) صغير. وهو صاحب (المقصورة) التي مطلعها:
لله ما قد هجت يا يوم النوى ... على فؤادي من تباريح الجوى
شرحها لشريف الغرناطي في كتاب سماه (رفع الحجب المنشورة على محاسن المقصورة - ط).
ويقول في مدح المستنصر بالله: